# Mana Iwabuchi
Mana Iwabuchi (født 18. marts 1993) er en japansk fodboldspiller. Hun har spillet for Japans kvindefodboldlandshold.

## Japans fodboldlandshold
| Japans landshold | Japans landshold | Japans landshold |
| År               | Kmp              | Mål              |
| ---------------- | ---------------- | ---------------- |
| 2010             | 3                | 2                |
| 2011             | 8                | 0                |
| 2012             | 4                | 0                |
| 2013             | 5                | 0                |
| 2014             | 5                | 1                |
| 2015             | 5                | 1                |
| 2016             | 7                | 4                |
| 2017             | 6                | 3                |
| 2018             | 18               | 9                |
| Total            | 61               | 20               |